# 普羅斯納河畔格拉布夫

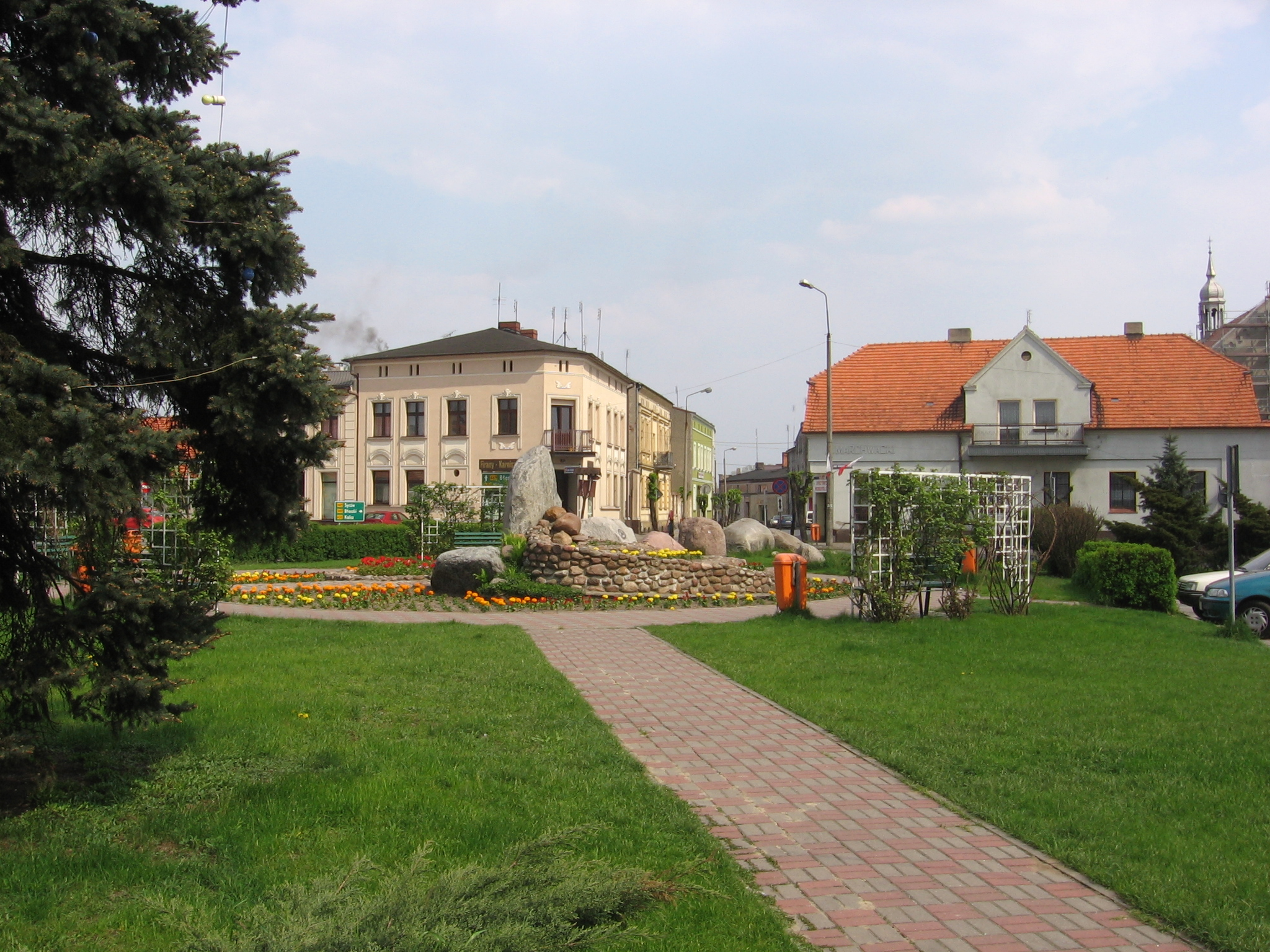

普羅斯納河畔格拉布夫是波蘭的城鎮，位於該國中部普羅斯納河畔，距離奧斯切舒夫17公里，由大波蘭省負責管轄，面積2.58平方公里，2006年人口1,967。
51°30′30″N 18°07′00″E / 51.50833°N 18.11667°E